# Nanett
A Nanett női név az Anna önállóvá vált francia beceneve.

## Rokon nevek
Anda, Anélia, Anéta, Anett, Anetta, Anica, Anika, Anikó, Anilla, Anina, Anita, Anka, Anna, Annabell, Annabella, Annaliza, Annamari, Annamária, Annarita, Annavera, Anni, Hanna, Hanka, Kisanna, Kisó, Nanetta, Netta, Netti, Nina, Ninell, Ninetta, Ninon, Panka, Panna, Panni

## Gyakorisága
Az újszülötteknek adott nevek körében az 1990-es években szórványosan fordult elő. A 2000-es és a 2010-es években sem szerepelt a 100 leggyakrabban adott női név között.
A teljes népességre vonatkozóan a Nanett sem a 2000-es, sem a 2010-es években nem szerepelt a 100 leggyakrabban viselt női név között.

## Névnapok
július 26.